# Piotr Chruszczyński
Piotr Chruszczyński (ur. 23 maja 1952 w Poznaniu, zm. 6 października 2002 w Paryżu) – polski dyplomata. Konsul Generalny RP w Strasburgu (1992–1994). Kawaler Legii Honorowej.

## Życiorys
Absolwent VI Liceum Ogólnokształcącego im. Ignacego Jana Paderewskiego w Poznaniu (1971). Absolwent prawa na Uniwersytecie im. Adama Mickiewicza w Poznaniu (1977). W latach 1977–1982 pracował w Sądzie Wojewódzkim w Białymstoku, Sądzie Rejonowym w Łomży, Sądzie Rejonowym w Grajewie. Od 1980 członek NSZZ „Solidarność”. Organizował struktury w sądownictwie. Od 1981 członek Zarządu Regionalnego Mazowsze. Przed 13 grudnia 1981 wyemigrował do Francji. W latach 1982–1990 pracował w Biurze „Solidarności” w Paryżu, do 1985 jako kierownik Sekcji Pomocy Represjonowanym, a od 1985 jako dyrektor biura. Od 1990 do 1992 kierował wydziałem politycznym ambasady RP w Paryżu. Od 1992 do 1994 Konsul Generalny w Strasburgu. Jako jedyny kierownik placówki dyplomatycznej rezygnację ze stanowiska motywował wynikami wyborów parlamentarnych z września 1993. W latach 1994–1998 doradca prezesa NBP. Od 1998 do 2000 wiceprezes Polskiej Agencji Informacyjnej. Od 2000 do 2002 dyrektor Oddziału Warszawskiego IPN.
Zmarł 6 października 2002 w Paryżu. Pochowany na Cmentarzu Junikowo w Poznaniu.